# Неуязвимый (комикс)
«Неуязвимый» (англ. Invincible) — американская серия комиксов, написанная Робертом Киркманом, проиллюстрированная Кори Уокером и Райаном Оттли, издававшаяся компанией Image Comics. Серия выходила с 22 января 2003 по 14 февраля 2018 года, всего опубликовано 144 выпуска (25 томов). Одноимённая анимационная адаптация стартовала на Amazon Prime Video 25 марта 2021 года. Комикс повествует о взрослении супергероя Марка Грейсона по прозвищу Неуязвимый (Invincible), представителя расы вильтрумитов и первенца самого могущественного супергероя Земли — Омни-Мэна.
Серия начала выходить 22 января 2003 года и завершилась 14 февраля 2018 года, насчитывая 144 выпуска. За время публикации были выпущены несколько спин-оффов: Brit, The Pact, Atom Eve & Rex Splode и Guarding the Globe. Одноименная анимационная адаптация начала выходить на платформе Amazon Prime Video 25 марта 2021 года. В 2025 году стартовала публикация дополнительного межсерийного спин-оффа Battle Beast.

## История публикации
Серия была создана Робертом Киркманом и художником Кори Уокером для издательства Image Comics и стартовала в январе 2003 года как ежемесячный выпуск. Первые номера оформлял Уокер; вскоре основным художником стал Райан Оттли, который работал над серией на протяжении большей части её существования, тогда как Уокер эпизодически возвращался к отдельным аркам. В 2010‑е годы публикация продолжилась под брендом Skybound Entertainment (импринт, связанный с Image), при сохранении формата и периодичности.
Выпуски регулярно объединялись в сборники: тома с мягкой обложкой, делюкс‑издания в твёрдом переплёте и сборники, охватывающие значительные отрезки сюжета. Помимо основной линии выходили специальные выпуски и однотомники, в том числе переходные и юбилейные номера, служившие связками между крупными сюжетными арками.
Расширение вымышленной вселенной происходило через спин‑оффы и мини‑серии, посвящённые второстепенным героям и командам: среди них Brit, The Pact, Atom Eve & Rex Splode и Guarding the Globe. Эти проекты выходили параллельно основной серии и дополняли её контекст, оставаясь при этом самостоятельными изданиями.
Заключительная сюжетная арка, изначально анонсированная как финал длительной саги, подвела итоги ключевым линиям и привела к завершению серии в феврале 2018 года. Общий объём составил 144 выпуска, охватывающих многолетний период публикации.

## Сюжет
Семнадцатилетний Марк Грейсон, сын инопланетянина Нолана Грейсона (Омни-Мэна), неожиданно обретает сверхспособности и берёт псевдоним Неуязвимый. Узнав о своём вильтрумитском происхождении, он сталкивается с правдой: его народ — завоеватели. Отец убивает Стражей Земли, а попытка склонить Марка к завоеванию планеты заканчивается их разрушительным поединком и бегством Нолана с Земли.
Оправившись, Марк сотрудничает с Глобальным защитным агентством и обновлённым составом Защитников, противостоит паразитам-секвидам и учёному Ангстрому Леви, умеющему открывать порталы в другие измерения. По зову с планеты Тракса Марк находит там Нолана, изменившего взгляды и ставшего правителем местных; атака вильтрумитов приводит к пленению Нолана, а Марк возвращается на Землю, взяв на воспитание его младшего сына Оливера.
На фоне нарастающей войны Коалиции планет с Вильтрумитской империей Леви организует «Войну Неуязвимых», натравив на Землю альтернативные версии Марка, что оборачивается катастрофой. Вскоре на Землю прибывает вильтрумит Завоеватель, чтобы проверить (и сломить) сопротивление Марка, — противостояние сопровождается новыми разрушениями и потерями. Отношения Марка с Атомной Евой перерастают в роман, а Оливер стремительно взрослеет и осваивает свои способности,.
Дальнейшее развитие охватывает затяжной конфликт с вильтрумитами и его последствия для Земли и межзвёздного сообщества, а также взросление Марка — от юного супергероя до лидера, пытающегося совместить долг, семейную жизнь и ответственность перед множеством миров.

## Персонажи
- Марк Грейсон / Неуязвимый (англ. Mark Grayson / Invincible) — главный герой серии, подросток, получивший суперспособности от отца-инопланетянина и ставший супергероем. Проходит путь от наивного подростка до зрелого защитника Земли, пытающегося сохранить человечность.
- Нолан Грейсон / Омни-Мэн (англ. Nolan Grayson / Omni-Man) — отец Марка, представитель расы вильтрумитов, прибывший на Землю как её потенциальный завоеватель. Имеет громадную силу и сложную моральную эволюцию: от агрессора к раскаявшемуся отцу.
- Дебби Грейсон (англ. Debbie Grayson) — мать Марка, землянка, долгое время не знавшая о настоящем происхождении мужа. После трагических событий становится эмоциональной опорой для сына.
- Саманта Ева Уилкинс / Атомная Ева (англ. Samantha Eve Wilkins / Atom Eve) — супергероиня, обладающая способностью манипулировать молекулами. Поначалу член команды Teen Team, в дальнейшем близкий союзник и возлюбленная Марка.
- Оливер Грейсон (англ. Oliver Grayson) — сводный брат Марка, сын Нолана от насекомоподобной жительницы планеты Тракса. Обладает ускоренным развитием и наследует силу вильтрумитов, постепенно становится активным участником событий.
- Сесил Стедман (англ. Cecil Stedman) — директор Глобального защитного агентства. Координирует супергероев Земли, действует прагматично, иногда аморально, ради защиты планеты.
- Аллен-инопланетянин (англ. Allen the Alien) — представитель Коалиции планет, многократно пересекается с Марком, играет ключевую роль в межзвёздной политике.
- Ангстром Леви (англ. Angstrom Levy) — суперзлодей с способностью открывать порталы между вселенными. Желая улучшить мир, становится одержимым местью после несчастного случая, произошедшего при участии Неуязвимого.

## Мультсериал
По мотивам комикса создан одноимённый анимационный сериал — «Неуязвимый» (англ. Invincible) — премьера которого состоялась 25 марта 2021 года на платформе Amazon Prime Video. Сериал был высоко оценён критиками за драматизм, зрелищную анимацию и верность оригиналу.
Проект разработан студией Skybound Entertainment при участии Роберта Киркмана. Саймон Рачиоппа выступает шоураннером, а озвучку персонажей выполнили Стивен Ён (Марк), Дж. К. Симмонс (Омни-Мэн), Сандра О (Дебби) и другие.
По состоянию на 2025 год выпущено три сезона, а также специальный выпуск, посвящённый Атомной Еве. Сериал значительно расширил отдельные арки и повлиял на популярность франшизы.